# Plateau de Champagnole
Le plateau de Champagnole, appelé aussi second plateau du Jura, est un plateau du massif du Jura situé dans le département du Jura, en Bourgogne-Franche-Comté.

## Géographie

### Situation
Le plateau de Champagnole est un plateau étroit, long de plus de 80 km, d'orientation générale NNE-SSO, avec une largeur variant entre 1 et 15 km qui s'étend de Salins-les-Bains à la confluence de l'Ain et de la Valouse. Son altitude varie entre 500 m et 1 200 m avec une moyenne d'environ 800 m. Il fait partie du premier ensemble de plateaux du massif jurassien et est délimité à l'ouest et au nord par le faisceau de l'Heute prolongé par le faisceau salinois, à l'est par la Haute-Chaîne prolongée par le faisceau de Syam.

### Géologie
Les affleurements du plateau de Champagnole sont principalement composés de calcaires datant du Jurassique supérieur. C'est une région karstique où l’eau de surface occupe une part non négligeable des sols. On dénombre plus d’une dizaine de lacs, de nombreux étangs, rivières et cascades. On y trouve en particulier la source de l'Ain, les cascades du Hérisson, la région des lacs avec le lac de Chalain et les lacs de Maclu, de Narlay et du Vernois.

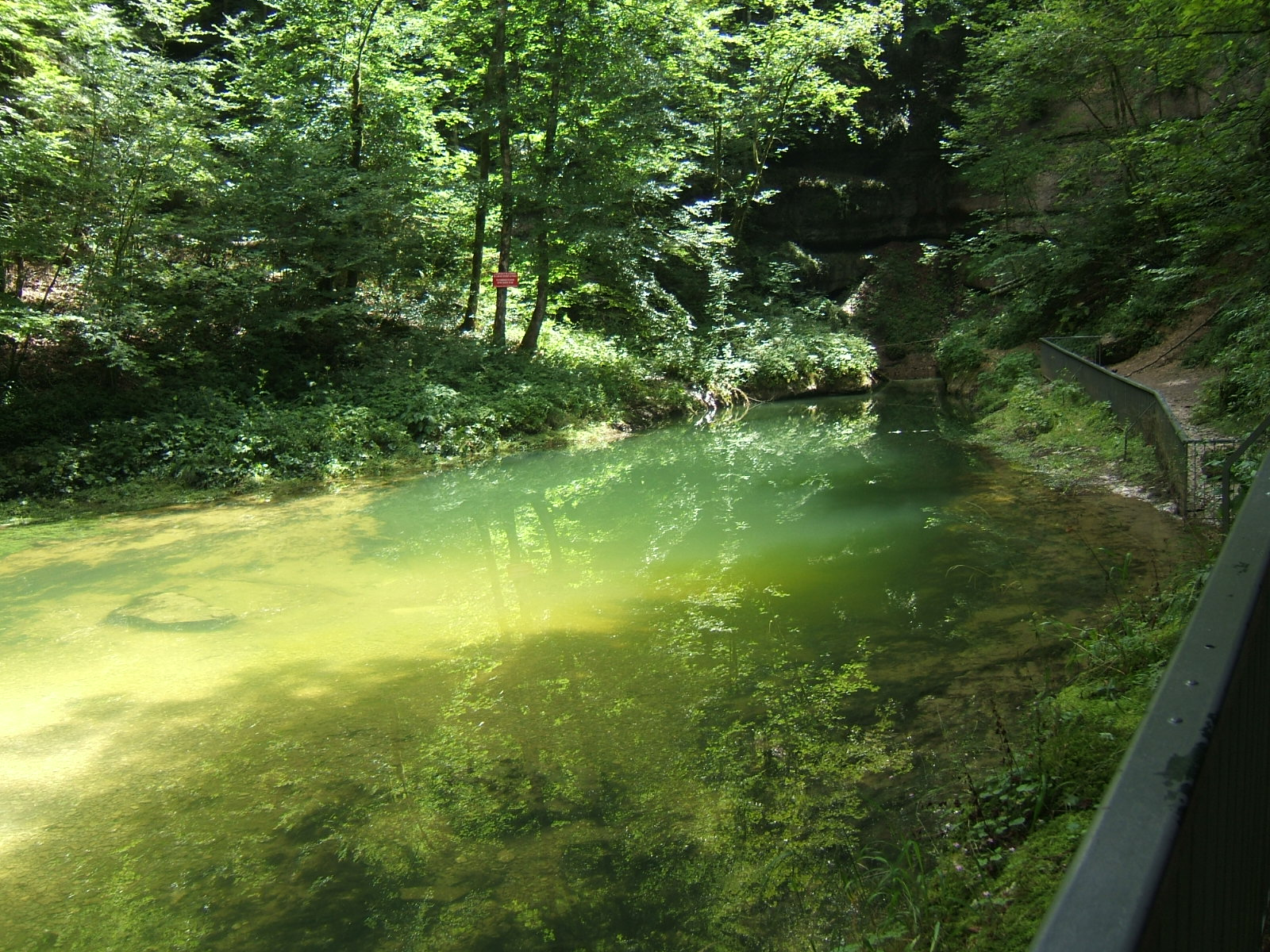
La source de l'Ain.
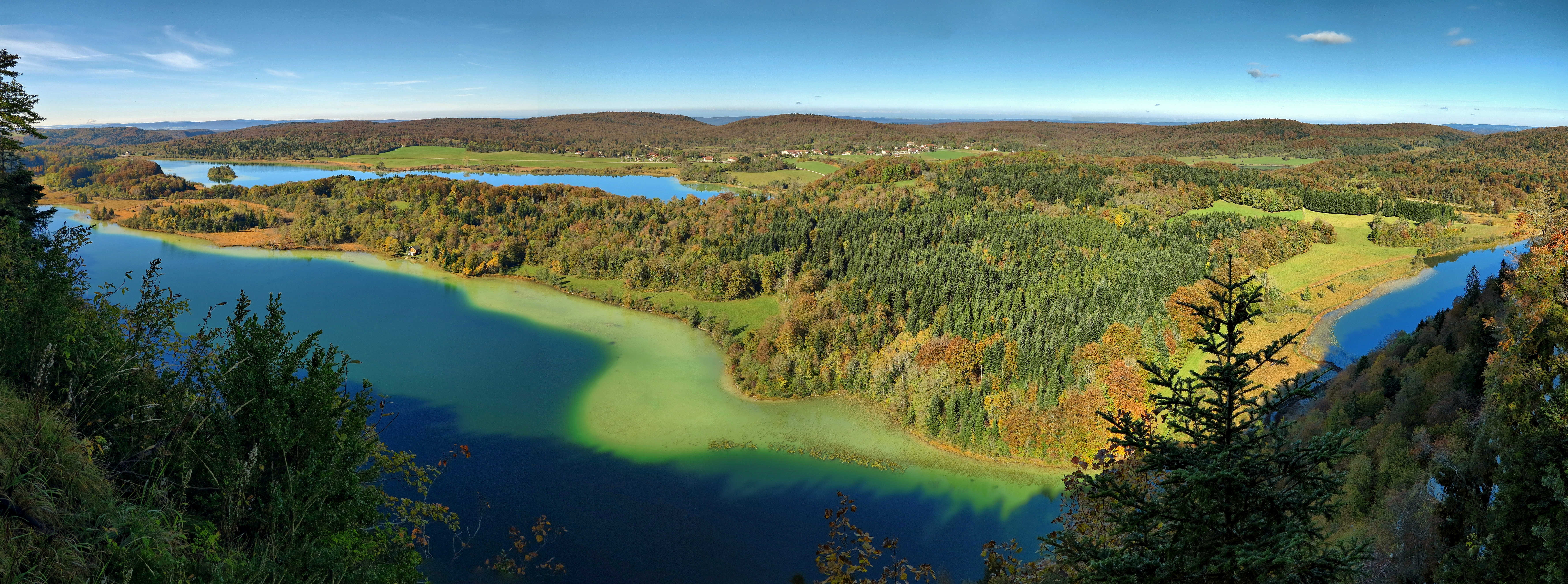
Panorama sur la région des lacs.
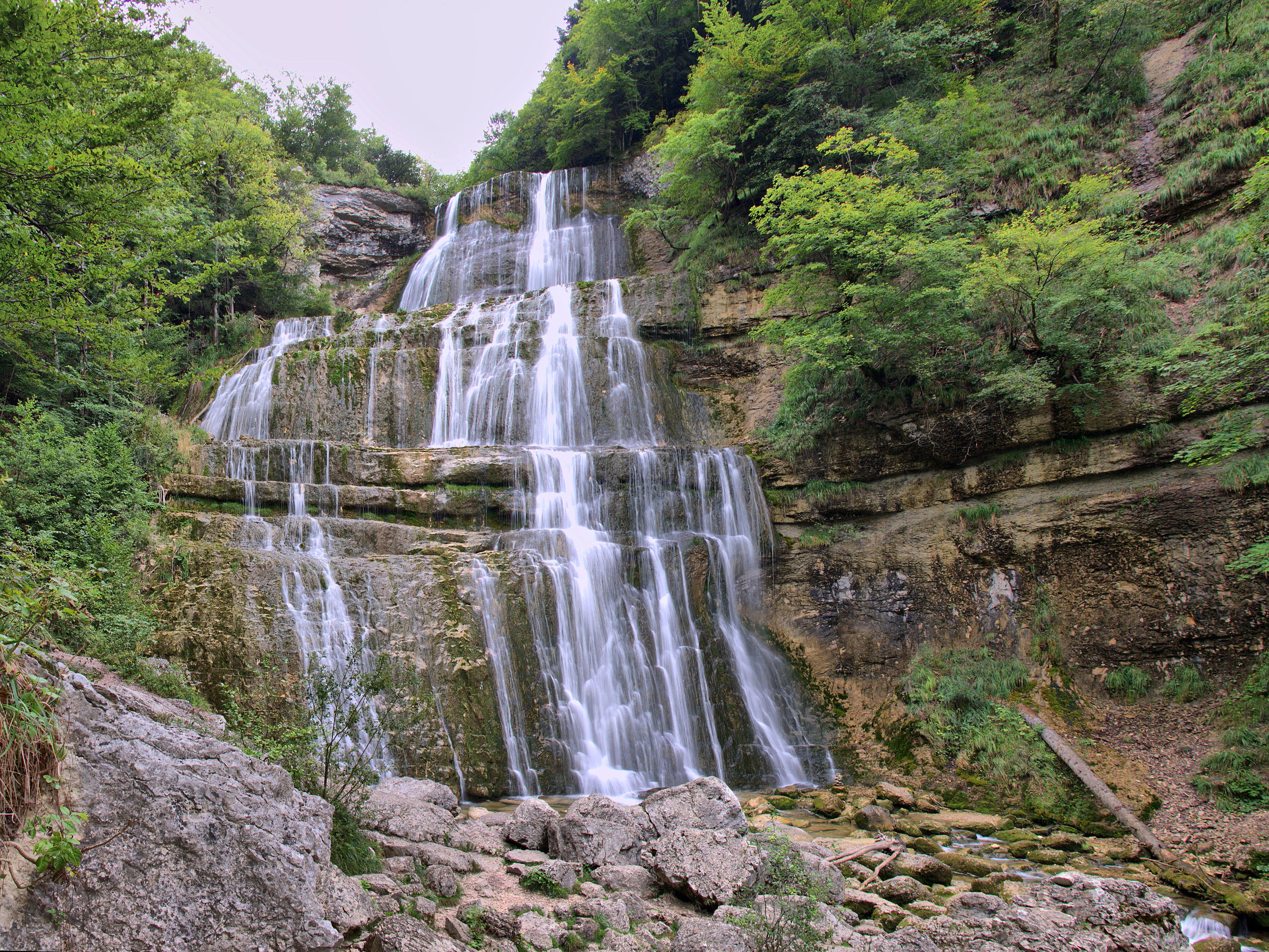
La cascade de l'Éventail sur l'Hérisson.